# Gerardo Reichel-Dolmatoff
Gerardo Reichel-Dolmatoff (Salisburgo, 6 marzo 1912 – Bogotà, 16 maggio 1994) è stato un antropologo e archeologo austriaco naturalizzato colombiano.
È noto per le sue ricerche, generalmente condotte sul campo, tra molte differenti culture amerindie: in particolare nelle foreste pluviali tropicali dell'Amazzonia (ad esempio i Desana Tucano), nonché tra dozzine di altri gruppi indigeni nella costa caraibica della Colombia (come i Kogi della Sierra Nevada de Santa Marta), così come altri abitanti della costa del Pacifico, della zona di Orinoquía, delle Ande e regioni interandine (Muisca) e in altre aree della Colombia. Per quasi sei decenni condusse studi etnografici e antropologici e ricerche archeologiche. Oltre a studioso, fu anche uno scrittore prolifico e un personaggio pubblico conosciuto come fedele difensore delle popolazioni indigene. Reichel-Dolmatoff lavorò inoltre con altri archeologi e antropologi come Marianne Cardale de Schrimpff, Ana María Groot e Gonzalo Correal Urrego. 

## Biografia
Reichel-Dolmatoff nacque nel 1912 a Salisburgo, allora parte dell'Impero austro-ungarico, figlio dell'artista Carl Anton Reichel e di Hilde Constance Dolmatoff. Orientato agli studi classici (latino e greco), frequentò gran parte del liceo presso la scuola benedettina di Kremsmunster, in Austria. Dal 1926 al 1935 fu membro della SA, del Partito nazista e delle SS.
Durante il 54º Congresso Internazionale degli Americanisti, tenutosi a Vienna nel luglio 2012, l'archeologo e docente colombiano-statunitense Augusto Oyuela-Caycedo (Università della Florida) ha presentato un intervento sulla giovinezza di Reichel-Dolmatoff, sostenendo che questi dall'età di 14 anni avesse fatto parte della Gioventù Hitleriana (dal 1926) e successivamente delle SS (tra il 1932 e il 1935), affermando anche che fosse stato membro del NSDAP in Austria e sergente delle SS a Dachau (1934-1935).
Oyuela-Caycedo sostenne anche che Reichel-Dolmatoff fu espulso dalle SS nel 1936 e, come conseguenza di una crisi, abbandonò il partito nazista, lasciò la Germania e l'Austria e nel 1937 si trasferì a Parigi. Qui frequentò le lezioni alla Faculté des Lettres della Sorbona e all'École du Louvre dalla fine del 1937 al 1938, emigrando in Colombia nel 1939, dove divenne cittadino colombiano nel 1942. Reichel divenne in seguito membro e segretario del movimento France libre (1942-1943) in Francia con l'aiuto di un amico e collega, l'etnologo francese Paul Rivet, che era delegato di France libre e viveva in Colombia. Anni dopo, il generale Charles de Gaulle assegnò a Reichel-Dolmatoff la medaglia dell'Ordre du mérite. Reichel-Dolmatoff trascorse il resto della sua vita conducendo ricerche nei campi dell'antropologia, dell'archeologia, dell'etnoecologia, dell'etnostoria, dell'etnoastronomia, della cultura materiale e di arte e architettura vernacolari. Morì in Colombia nel 1994.

### Traduzioni in inglese
- People of Aritama (ISBN 0-415-33045-9).
- Land of the Elder Brothers (ISBN 958-638-323-7).
- Recent Advances in the Archaeology of the Northern Andes (ISBN 0-917956-90-7).
- Rainforest Shamans: Essays on the Tukano Indians of the Northwest Amazon (ISBN 0-9527302-4-3)
- Yurupari: Studies of a Amazonian Foundation Myth (ISBN 0-945454-08-2).
- The Forest Within: The World-view of the Tukano Amazonian Indians (ISBN 0-9527302-0-0).
- Indians of Colombia: Experience and Cognition (ISBN 958-9138-68-3).
- The Shaman and the Jaguar: A Study of Narcotic Drugs Among the Indians of Colombia (ISBN 0-87722-038-7).
- Amazonian Cosmos: The Sexual and Religious Symbolism of the Tukano Indians (ISBN 0-226-70732-6).
- Colombia (Ancient Peoples and Places).

### Traduzioni in italiano
- Gerardo Reichel-Dolmatoff, Il cosmo amazzonico. Simbolismo degli indigeni tukano del Vaupés, a cura di Antonino Colajanni, Milano, Adelphi, 2014, ISBN 978-88-459-2895-6.